# روبرت شميت (سياسي)
روبرت شميت (بالإنجليزية: Robert Schmidt)‏ هو شخصية أعمال وسياسي أمريكي، ولد في 2 أغسطس 1913، وتوفي في 10 ديسمبر 1988. انتخب عضو جمعية ولاية ويسكونسن.